# Viadanica
Viadanica är en ort och kommun i provinsen Bergamo i regionen Lombardiet i Italien. Kommunen hade 1 137 invånare (2018).